# Byrdie Green
Bertha "Byrdie" Green (Detroit, 1936 – New York 26 april 2008) was een Amerikaanse jazz- en rhythm-and-blues-zangeres. 
Ze was de dochter van een preker en zong in zijn kerk. Later trad ze op in clubs in New York en rond 1965 werd ze aangenomen door organist Jimmy Smith, waarmee ze verschillende albums opnam. Ook maakte ze enkele singles. Later toerde ze met het orkest van Thad Jones en Mel Lewis en met Linda Hopkins en Maxine Weldon trad ze op in de show "Black and Blue". Byrdie Green overleed aan de gevolgen van emfyseem.

## Discografie
- The Stinger Meets the Golden Thrush (met Jimmy Smith), Prestige, 1966
- The Golden Thrush Strikes at Midnight, Prestige, 1966
- I got It Bad (And That Ain't Good), Prestige, 1967
- Sister Byrdie, 1968